# Aleksei Kuznetsov
Aleksei Kuznetsov   (Gorodetski, 15 d'agost de 1929 - 28 de març de 2003) fou un esquiador de fons rus, que va competir sota bandera de la Unió Soviètica durant les dècades de 1950 i 1960.
El 1960 va prendre part en els Jocs Olímpics d'Hivern de Squaw Valley, on disputà tres proves del programa d'esquí de fons. En el relleu 4x10 quilòmetres guanyà la medalla de bronze formant equip amb Guennadi Vagànov, Anatoly Shelyukhin i Nikolai Anikin, mentre en els 30 quilòmetres fou vuitè i en els 50 quilòmetres quinzè.
En el seu palmarès també destaquen dues medalles al Campionat del Món d'esquí nòrdic, una de plata i una de bronze, el 1954 i 1962, així com dos campionats nacionals.
Una vegada retirat va exercir d'entrenador d'esquí de fons.